# Linha 2 (Metropolitano de Bruxelas)
| 2                            |          |          |
| Simonis                      | Linha 1A |          |
| Ribaucourt                   |          |          |
| Yser / IJzer                 |          |          |
| Rogier                       |          |          |
| Botanique / Kruidtuin        |          |          |
| Madou                        |          |          |
| Arts-Loi / Kunst-Wet         | Linha 1A | Linha 1B |
| Trône / Troon                |          |          |
| Porte de Namur / Naamsepoort |          |          |
| Louise / Louiza              |          |          |
| Hôtel des Monnaies / Munthof |          |          |
| Porte de Hal / Hallepoort    |          |          |
| Gare du Midi / Zuidstation   |          |          |
| Clemenceau                   |          |          |
| Delacroix                    |          |          |

A Linha 2 é uma das actuais quatro linhas do Metropolitano de Bruxelas. Foi inaugurada em 1988 e conta actualmente com 15 estações. Circula entre as estações de Simonis e Simonis (Élisabeth).
Em 2009 a linha foi transformada numa linha circular, que começa e termina na estação de Simonis, quando foram terminadas as obras de prolongamento da linha.